# Étoile de Bessèges 2010
La 40e édition de la course cycliste par étapes Étoile de Bessèges a lieu du  3 au 7 février 2010. La course fait partie de l'UCI Europe Tour 2010, en catégorie 2.1. Le Français Samuel Dumoulin remporte cette édition.

## Équipes présentes
Liste des engagés
| AG2R La Mondiale      | Roubaix Lille Métropole | Team Sky           |
| BBox Bouygues Telecom | Saur-Sojasun            | Skil-Shimano       |
| BigMat-Auber 93       | Landbouwkrediet         | Vacansoleil        |
| Bretagne-Schuller     | Topsport Vlaanderen     | An Post-Sean Kelly |
| Cofidis               | Verandas Willems        | Astana             |
| La Française des jeux | Carmiooro-NGC           | Cervélo TestTeam   |

## Favoris
Parmi les favoris, on retrouve les Français Fédrigo, Hivert et Dumoulin, le Néerlandais Hoogerland et le Britannique Cummings,.

## Classements des étapes
| Étape     | Date      | Villes étapes                        | km  | Vainqueur d’étape | Leader du classement général |
| 1re étape | 3 février | Aigues-Mortes - Le Grau-du-Roi       | 146 | Borut Božič       | Borut Božič                  |
| 2e étape  | 4 février | Nîmes - Saint-Ambroix                | 141 | Borut Božič       | Borut Božič                  |
| 3e étape  | 5 février | Pont-Saint-Esprit - Bagnols-sur-Cèze | 148 | Samuel Dumoulin   | Borut Božič                  |
| 4e étape  | 6 février | Alès - Alès                          | 140 | Arnaud Molmy      | Arnaud Molmy                 |
| 5e étape  | 7 février | Gagnières - Bessèges                 | 145 | Niko Eeckhout     | Samuel Dumoulin              |

## Classement général
|    | Cycliste           | Pays     | Équipe                       | Temps               |
| -- | ------------------ | -------- | ---------------------------- | ------------------- |
| 1  | Samuel Dumoulin    | France   | Cofidis                      | en 17 h 10 min 27 s |
| 2  | Matthieu Ladagnous | France   | La Française des jeux        | + 3 s               |
| 3  | Pieter Ghyllebert  | Belgique | An Post-Sean Kelly           | + 4 s               |
| 4  | Thomas De Gendt    | Belgique | Topsport Vlaanderen-Mercator | m.t                 |
| 5  | Julien Loubet      | France   | AG2R La Mondiale             | + 5 s               |
| 6  | Arnaud Gérard      | France   | La Française des jeux        | + 6 s               |
| 7  | Sander Armée       | Belgique | Topsport Vlaanderen-Mercator | + 7 s               |
| 8  | Laurent Lefèvre    | France   | BBox Bouygues Telecom        | m.t                 |
| 9  | Blel Kadri         | France   | AG2R La Mondiale             | + 8 s               |
| 10 | Pierrick Fédrigo   | France   | BBox Bouygues Telecom        | m.t                 |

## Les étapes

### 1reétape
L'étape est animée par la longue échappée de 120 kilomètres du Français Julien Loubet et du Néerlandais Floris Goesinnen. Après avoir compté jusqu'à 9 minutes et 15 secondes d'avance, les deux coureurs sont rejoints par le Belge Johan Coenen puis, à environ 10 km de l'arrivée, par le peloton, emmené par les équipes Vacansoleil et La Française des jeux.

Borut Božič (Vacansoleil) remporte cette étape au sprint. Il devance Niko Eeckhout et Arnaud Molmy.
|   | Coureur       | Pays     | Équipe                  | Temps              |
| - | ------------- | -------- | ----------------------- | ------------------ |
| 1 | Borut Božič   | Slovénie | Vacansoleil             | en 3 h 42 min 49 s |
| 2 | Niko Eeckhout | Belgique | An Post-Sean Kelly      | m.t.               |
| 3 | Arnaud Molmy  | France   | Roubaix Lille Métropole | m.t.               |

|   | Coureur       | Pays     | Équipe             | Temps              |
| - | ------------- | -------- | ------------------ | ------------------ |
| 1 | Borut Božič   | Slovénie | Vacansoleil        | en 3 h 42 min 39 s |
| 2 | Niko Eeckhout | Belgique | An Post-Sean Kelly | + 4 s              |
| 3 | Julien Loubet | France   | AG2R La Mondiale   | + 5 s              |

### 2eétape
Cette deuxième étape (141,3 km) est marquée par l'échappée de Laurent Lefèvre (BBox Bouygues Telecom) et de Benoît Vaugrenard (La Française des jeux), partis après une quarantaine de kilomètres. Ils comptent jusqu'à 2 minutes et 10 secondes au maximum d'avance sur le peloton, qui les rattrape à moins de 40 kilomètres de l'arrivée. Lors du sprint massif, c'est Borut Božič (Vacansoleil) qui s'impose une nouvelle fois. Arnaud Molmy, troisième la veille, devance cette fois Niko Eeckhout, qui perd sa place de deuxième du général au profit du Français.
|   | Coureur       | Pays     | Équipe                  | Temps              |
| - | ------------- | -------- | ----------------------- | ------------------ |
| 1 | Borut Božič   | Slovénie | Vacansoleil             | en 3 h 27 min 38 s |
| 2 | Arnaud Molmy  | France   | Roubaix Lille Métropole | m.t.               |
| 3 | Niko Eeckhout | Belgique | An Post-Sean Kelly      | m.t.               |

|   | Coureur       | Pays     | Équipe                  | Temps             |
| - | ------------- | -------- | ----------------------- | ----------------- |
| 1 | Borut Božič   | Slovénie | Vacansoleil             | en 7 h 10 min 7 s |
| 2 | Arnaud Molmy  | France   | Roubaix Lille Métropole | + 10 s            |
| 3 | Niko Eeckhout | Belgique | An Post-Sean Kelly      | m.t               |

### 3eétape
L'échappée du jour est composée de Sandy Casar (La Française des jeux), Christophe Kern (Cofidis), Fabrice Jeandesboz (Saur-Sojasun) et Sander Armée. Le quatuor, parvient à prendre une avance maximale de 3 minutes et 43 secondes, au kilomètre 85, mais ne peut empêcher le sprint massif. Samuel Dumoulin (Cofidis) remporte cette étape devant le Slovène Borut Božič (Vacansoleil), toujours en tête du classement général, et le Néerlandais Tom Veelers (Skil-Shimano).
|   | Coureur         | Pays     | Équipe       | Temps              |
| - | --------------- | -------- | ------------ | ------------------ |
| 1 | Samuel Dumoulin | France   | Cofidis      | en 3 h 24 min 36 s |
| 2 | Borut Božič     | Slovénie | Vacansoleil  | m.t.               |
| 3 | Tom Veelers     | Pays-Bas | Skil-Shimano | m.t.               |

|   | Coureur         | Pays     | Équipe             | Temps               |
| - | --------------- | -------- | ------------------ | ------------------- |
| 1 | Borut Božič     | Slovénie | Vacansoleil        | en 10 h 34 min 37 s |
| 2 | Niko Eeckhout   | Belgique | An Post-Sean Kelly | + 16 s              |
| 3 | Samuel Dumoulin | France   | Cofidis            | m.t                 |

### 4eétape
Deux cols (la Baraque, Treillis) sont au programme de cette étape, sur le parcours tracé en boucle autour d'Alès (140 km).
Le Slovène Borut Božič (Vacansoleil) est lâché très tôt dans la journée, lors de l'ascension du col de la Baraque. Arnaud Molmy (Roubaix Lille Métropole), quatrième au départ de l'étape, remporte le sprint final, devant Anthony Geslin (La Française des jeux) et Pieter Ghyllebert (An Post-Sean Kelly). Il profite du déclassement de Samuel Dumoulin (Cofidis), initialement vainqueur de l'étape, et prend la tête du classement général.
|   | Coureur           | Pays     | Équipe                  | Temps              |
| - | ----------------- | -------- | ----------------------- | ------------------ |
| 1 | Arnaud Molmy      | France   | Roubaix Lille Métropole | en 3 h 20 min 27 s |
| 2 | Anthony Geslin    | France   | La Française des jeux   | m.t.               |
| 3 | Pieter Ghyllebert | Belgique | An Post-Sean Kelly      | m.t.               |

|   | Coureur         | Pays   | Équipe                  | Temps               |
| - | --------------- | ------ | ----------------------- | ------------------- |
| 1 | Arnaud Molmy    | France | Roubaix Lille Métropole | en 13 h 55 min 10 s |
| 2 | Samuel Dumoulin | France | Cofidis                 | + 10 s              |
| 3 | Anthony Geslin  | France | La Française des jeux   | + 14 s              |

### 5eétape
Samuel Dumoulin (Cofidis) remporte l'Étoile de Bessèges, à l'issue de cette 5e, remportée par le belge Niko Eeckhout (An Post-Sean Kelly). Au classement général, Dumoulin devance Matthieu Ladagnous (La Française des jeux) et Pieter Ghyllebert (An Post-Sean Kelly). À noter qu'Arnaud Molmy, leader après la 4e étape, qu'il a remportée, était non-partant, victime d'une gastro-entérite.
|   | Coureur            | Pays       | Équipe             | Temps              |
| - | ------------------ | ---------- | ------------------ | ------------------ |
| 1 | Niko Eeckhout      | Belgique   | An Post-Sean Kelly | en 3 h 15 min 07 s |
| 2 | Valentin Iglinskiy | Kazakhstan | Astana             | m.t.               |
| 3 | Hans Dekkers       | Pays-Bas   | Landbouwkrediet    | m.t.               |

|   | Coureur            | Pays     | Équipe                | Temps               |
| - | ------------------ | -------- | --------------------- | ------------------- |
| 1 | Samuel Dumoulin    | France   | Cofidis               | en 17 h 10 min 27 s |
| 2 | Matthieu Ladagnous | France   | La Française des jeux | + 3 s               |
| 3 | Pieter Ghyllebert  | Belgique | An Post-Sean Kelly    | + 4 s               |